# レディスミス・ブラック・マンバーゾ
レディスミス・ブラック・マンバーゾ（英：Ladysmith Black Mambazo）は、イシカタミアやムブーベと呼ばれるスタイルで歌う南アフリカの男性コーラスグループである。彼らはアメリカ人歌手・ポール・サイモンのアルバム『グレイスランド』に参加したことで世界的に知名度を得て、その後3つのグラミー賞を含む様々な賞を獲得している。1960年にジョセフ・シャバララ（英：Joseph Shabalala）を中心に結成した彼らは、ゴールドディスクやプラチナディスクを記録し、南アフリカで最も多くのレコーディング数を誇るアーティストの1つとなった。このグループは、いまや人々に南アフリカとその文化を教える伝道者のような役割を果たしている。

## 歴史
ジョセフ・シャバララは、夢の中で聞いたイシカタミア（ズールー人の伝統的な音楽）のハーモニーに影響されて、1964年にレディスミス・ブラック・マンバーゾを結成した。グループは結婚式やその他の集会などで評判を得て、イシカタミアの大会に参加した。大会では彼らはとても高評価を得すぎたため、その後優勝資格は失われたものの、演奏自体は人々を楽しませるために歓迎された。彼らは1964年にイシカタミアのグループと認められたが、1950年代初期から一緒に歌っていた。そして、1973年に1stアルバム『Amabutho』を発表した。このアルバムは、その後に数多くリリースした作品と同様、ゴールドディスクを記録した。1986年のポール・サイモンとレディスミス・ブラック・マンバーゾの共演は、彼らレディスミス・ブラック・マンバーゾが世界的に知られる道を開くことになった。

### 1960年から1986年まで
レディスミス・ブラック・マンバーゾの前身は、「Ezimnyama (The Black Ones)」で、1960年12月にシャバララにより結成された。グループのメンバーは、シャバララの親類（兄弟や従兄弟など）で、彼らは同じ農場で一緒に歌っていた。彼らは conthoza（イシカタミアを表す1960年代のスラング）やムブーベを歌ってはいたが、まだレディスミス地区の外では知られていなかった。
1964年にシャバララは6ヶ月間、夢の中で完璧なハーモニーのコーラスを繰り返し聞いていた。この美しい夢できいた音楽はまだ彼のグループでは実現できていないと感じていた。そして、シャバララはグループをレディスミス・ブラック・マンバーゾという名前に改良し、夢で聞いたハーモニーをメンバーに教えた。グループ名は、彼の故郷であるレディスミス、黒毛の雄牛（最も強い家畜）、マンバーゾ（ズールー語で斧の意味）からつけられた。シャバララはダーバンとヨハネスブルグのイシカタミアの大会にグループで参加し、開催されたほとんどの大会で優勝したため、1973年まで彼らは他のグループとの競争は禁止された。ただし、大会での演奏自体は自由だった。
1967年に Radio Zulu でレコーディングを始め、1972年にはウェスト・ンコーシ（ンコーシはサックス奏者として南アフリカでは有名だった）とプロデューサー契約を結んだ。レディスミス・ブラック・マンバーゾはその翌年、1stアルバム『Amabutho』を発売した。このアルバムは南アフリカの黒人のミュージシャンでは初めてとなるゴールドディスクを記録した。彼らのそれ以降のアルバムも、ゴールドディスクかプラチナディスクを記録していった。彼らは2ndアルバムより、プロのアーティストとなった。
1975年にシャバララはキリスト教に転向した。その後すぐにグループにとって最初の宗教的なアルバム『Ukukhanya Kwelanga』を発表した。このアルバムの収録曲は、賛美歌（ほとんどがメソジスト）が占めており、前回の倍であるプラチナディスクを記録した。1976年のLP『Ukusindiswa』は最も人気のある宗教的なアルバムの1つとなり、発売わずか3週間でダブル・ゴールドディスクを記録した。1981年、アパルトヘイト政府が、南アフリカ音楽祭の一部をドイツ・ケルンで行わせる形に結果的にしており、このグループは人気を得ていた。グループは西ドイツで巡業・テレビ出演を行い、ドイツ語の学習をした。1981年にグループが発表したアルバム『Phansi Emgodini』に収録するため、シャバララは「Wir Grussen Euch Alle」という曲を書いた。翌年もテレビのクイズ番組に出演するためグループはドイツへ行き、より多くの人気を得た。コンピレーション・アルバムの草分け的なアルバム『The Indestructible Beat of Soweto』に、グループのトラックが収録された。

### 1986年から1993年まで
1985年、アメリカ人歌手のポール・サイモンはアルバム『グレイスランド』をアフリカのミュージシャンとの制作を希望して、南アフリカへ渡った。サイモンはシャバララと会って議論を交わした後、グループはサイモンがレコーディングをするロンドンへ向かった。最初にレコーディングした「Homeless」は、コーラスはサイモンの作曲だが、他はシャバララとの共作で、導入部からメイン部分まではズールー語で英語ではない（なお、レディスミス・ブラック・マンバーゾの1986年のアルバム『Ezulwini Siyakhona』のライナーノーツに、サイモンとの出会いが書かれている）。『グレイスランド』は1986年後半に発売され、南アフリカへの文化的ボイコットをジョセフ・シャバララとポール・サイモンが妨害したとして批判されたが、アルバムは1600万枚を販売する巨大なヒットとなり、さらにレディスミス・ブラック・マンバーゾが世界的に知られる効果をだした。また、スティメラやマハラティーニ・アンド・ザマホテラ・クイーンズ等の他のアフリカのアーティストが西側の人々に人気を得るきっかけをつくった。
『グレイスランド』の後、サイモンをプロデューサーとしてグループは3枚のアルバム（『Shaka Zulu』（1987年）、『Journey of Dreams』（1988年）、『Two Worlds, One Heart』（1990年））をアメリカ向けに出した。また、アルバムではワイナンズ、ジュリア・フォーダム、ジョージ・クリントンといった人気アーティストとの共演もした。
1988年、マイケル・ジャクソンの映画『ムーンウォーカー』のエンディングで、レディスミス・ブラック・マンバーゾの「The Moon Is Walking」（「Lindelani」の短縮バージョン）が使用された。セサミ・ストリートの曲「Put Down The Duckie」でもレディスミス・ブラック・マンバーゾはフィーチャーされた。
1991年12月10日、シャバララの弟で低音を担当するメンバーであるヘッドマン・シャバララは、白人の非番の警備員に射殺された。ポール・サイモンは、事件の根底には人種差別が原因にあると裁判で証言した。ジョゼフ・シャバララはショックのため歌うのを止めてしまった。しかし、クリスチャンである思いから、彼は歌の世界に復帰した。1993年、脱退した3人のメンバーの代わりに、シャバララは自分の息子4人をグループに加入させた。

### 1993年から2002年まで
アパルトヘイト制度は1991年に廃止された。ネルソン・マンデラが27年の投獄生活から釈放されたことを祝福して1993年にアルバム『Liph' Iqiniso』を発表した。このアルバムの最終トラック「Isikifil' Inkululeko (Freedom Has Arrived) 」は、アパルトヘイトの終了を賛美した曲である。
ネルソン・マンデラが釈放された直後にレディスミス・ブラック・マンバーゾのメンバーは南アフリカの文化的な大使であると公式に述べたと、シャバララは言っている。レディスミス・ブラック・マンバーゾは、1993年にオスロで行われたノーベル平和賞授賞式に、将来の南アフリカ大統領に同行した。レディスミス・ブラック・マンバーゾは、1994年5月のマンデラ大統領の就任式でも再度歌った。
1997年、ハインツのテレビコマーシャルのために、グループは「Inkanyezi Nezazi (The Star and the Wiseman)」の短縮バージョンをレコーディングした。オリジナルバージョンは1992年にレコーディングされたものだが、1998年発表のベストアルバム『The Best of Ladysmith Black Mambazo - The Star and the Wiseman』にも収録され、アルバムはイギリスだけで100万枚売れるヒットとなり、トリプル・プラチナを記録した。また、全英アルバムチャートで最高2位を記録している。このハインツによる成功は、イギリスに何度も招待されテレビやラジオで演奏したり、イギリス王室の前で演奏することまで発展した。2001年、グループは「ファミリー・ガイ」などのアニメ作品に登場した。

### 2002年から2006年まで
2000年に『Lihl' Ixhiba Likagogo』を発表した後、グループは2002年に発表するアルバム『Wenyukela』の制作に取り掛かっていた。しかし、2002年5月、シャバララと30年間連れ添ってきた妻ネリー（Women of Mambazo のリードシンガー）が教会の駐車場で覆面の銃撃者に殺害されるという出来事が発生し、レコーディングどころではなくなってしまった。シャバララ自身も、妻を助けようとして手を負傷した。ジョセフの息子ビビアンは、継母ネリーを殺害するために殺し屋を雇ったとして、逮捕された。もしビビアンの父（ジョセフ）が殺人に関係していたら南アフリカ警察は執行猶予にしたのではないか、とビビアンは証言した。
シャバララが復帰しはじめたので、『Wenyukela』の制作は進んだ。「Wenza Ngani? (How Did You Do That?)」など、人種差別などの道徳的なテーマを含んだ曲を収録している。他の収録曲「Fak' Ibhande (Don't Drink and Drive)」は、飲酒運転の危険性を警告している。「Wenyukela」はイエス・キリストの復活と、1994年の南アフリカの改革をテーマに。「Selingelethu Sonke」はアフリカで公正取引を求めた曲。グループはオックスファムのキャンペーンで公正取引問題について語った。
南アフリカで『Wenyukela』が成功した上で、2003年3月にイギリスでも同アルバムが発売された。アルバムは繰り返し成功し、2004年1月にはアメリカで発売された。アメリカでのリリースは、ダブル・プラチナを記録し、2回目のグラミー賞の受賞をもたらした。そして3ヶ月の全米ツアーを行った。
2005年に発表したアルバム『No Boundaries』では、イギリス室内管弦楽団と共演したクラシック・スタンダード（「Jesu, Joy of Man's Desiring」、「Ave Verum Corpus」）やマンバーゾの曲（「Homeless」、「Awu, Wemadoda」、「Ngingenwe Emoyeni」）が収録された。ヨーロッパの伝統とズールーの文化を融合することについて最初は心配されていたのにもかかわらず、アルバムは非常に売れてグラミー賞にもノミネートされた。

### 2006年から2008年まで

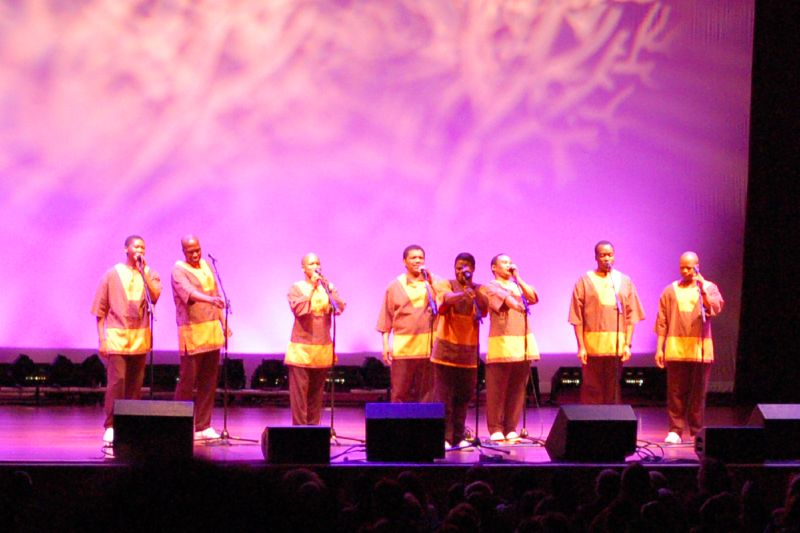
レディスミス・ブラック・マンバーゾ（2006年）

レディスミス・ブラック・マンバーゾ45周年記念となるアルバム『Long Walk to Freedom』は、2006年1月24日に発表された。アルバムでは南アフリカのミュージシャンの他に、ザップ・ママ、サラ・マクラクラン、メリッサ・エスリッジ、ジョー・マクブライド、ナタリー・マーチャント、エミルー・ハリス、タジ・マハールらと共演している。そしてレディスミス・ブラック・マンバーゾは、もう1度ポール・サイモンと共演したいとの意思を表した。それは『グレイスランド』から20年後だった。
アルバムのプロモーションのため、2006年1月から2月にかけ、マンバーゾは様々なテレビ・ラジオ番組に出演した。また、アメリカ・カナダ専用のファンクラブもつくった。
2006年4月、マンバーゾはジョシュ・グローバンの3rd.スタジオアルバム『Awake』、グローバンと共演した。その曲は「Weeping」と「Lullaby」で、純粋な南アフリカ音楽の影響を特徴としている。2006年8月には、マンバーゾはメイヴィス・ステイプルズの新しいアルバムのために、ステイプルズと共演した。マンバーゾが全米ツアーを行っている間、テレビ番組「サタデー・ナイト・ライブ」でレディスミス・ブラック・マンバーゾをパロディ化した漫画「Ladysmith Black Mambazo in Outer Space」が出演された。そのDVDが発売されたとき、グループのメンバーは短いコメントを加えている。
2006年10月17日、レディスミス・ブラック・マンバーゾはニューヨークでスペシャル・コンサートを開催した。コンサートには、サラ・マクラクラン、ナタリー・マーチャント、マホテラ・クイーンズ、ヴーシー・マーラセラ、ピート・シーガーが特別ゲストとして出演した。コンサート前夜（10月16日）、マホテラ・クイーンズはア・カペラのコンサートを開催した。
ボブ・サンクラーことアフリカニズムの 3rd.ミックス・アルバムには、レディスミス・ブラック・マンバーゾの1985年の曲「Isala Kutshelwa」が「Steel Storm」という曲で使用された。アルバム『Long Walk to Freedom』は、2007年の第49回グラミー賞に2部門で再びノミネートされた。それは最優秀コンテンポラリー・ワールドミュージックと、最優秀サラウンド・サウンド・プロダクションだったが、どちらも受賞はできなかった。
レディスミス・ブラック・マンバーゾのアルバム『Ilembe』は、2007年2月26日に南アフリカで発売された。その後同年4月2日にタイトルを『Ilembe - Our Tribute to King Shaka』に変えてイギリスで発売された。アメリカでは『Ilembe: Honoring Shaka Zulu』というタイトルで、2008年1月22日に発売された。

### 2008年以降
グループ創設者かつディレクター・作曲者・リードシンガーを兼ねるジョセフ・シャバララが、いつ引退するのかという多くの質問が発生している。それに対し、2008年1月23日にシャバララは声明をだしている。
レディスミス・ブラック・マンバーゾが2007年に発表したアルバム『Ilembe』は、世界の両側で成功した。2008年の南アフリカ・ミュージック・アワード（SAMA Award）で、最優秀トラディショナル・ア・カペラ・アルバムを受賞し、2009年のグラミー賞では最優秀トラディショネル・ワールドミュージック・アルバムにノミネートされた。そして、グループは2009年2月8日のセレモニーで、この賞を受賞され、3回目のグラミー賞獲得となった。
2008年9月、マンバーゾは、SABC Choir と共同でアルバム『My Dream - African Sounds』を発表した。このアルバムは、一緒に歌うだけではなく、お互いの曲を演奏している。
レディスミス・ブラック・マンバーゾは2010年4月にアルバム『Kobuye Kulunge』を南アフリカで発売した。そして年末までに世界的にリリースされることになっている。
2011年には、オリジナル曲を多く収録したアルバム『Songs from a Zulu Farm』を発表した。第54回グラミー賞では、最優秀ワールドミュージック・アルバム部門にノミネートされたが、受賞はできなかった>。
2013年に発表したアルバム『Live: Singing for Peace Around the World』は、当時まだ存命だった南アフリカ元大統領のネルソン・マンデラに捧げられたものだった。マンデラが死去した後の2014年1月26日に、この作品は第56回グラミー賞の最優秀ワールドミュージック・アルバム部門を受賞した。
2014年には、2002年に他界したネリー・ジャバララ（ジョセフ・ジャバララの妻）に捧げられたアルバム『Always With Us.』を発表した。同年には、イギリスのバレエ楽団エラ・スパイラー＆ジ・イナラ・アンサンブルと共演したアルバム『Music From Inala』を発表し、第58回グラミー賞の最優秀ワールドミュージック・アルバム部門にノミネートされた。

## レディスミス・ブラック・マンバーゾ財団
1999年1月、ジョセフ・シャバララはレディスミス・ブラック・マンバーゾ財団を設立した。組織の目的は、若いズールー人の南アフリカの子供たちに、彼らの伝統文化と音楽（イシカタミア）を教えることである。現在、マンバーゾ・アカデミーが造られ、イシカタミアの歴史を若者に教えている。

## 受賞とノミレート歴
レディスミス・ブラック・マンバーゾは、グラミー賞を受賞している。初めてのグラミー賞獲得は、1988年のアルバム『Shaka Zulu』で、それはアメリカで初めてのリリースでもあった。

### 受賞
| 年   | 賞               | 部門                               | 受賞作品                                           |
| ---- | ---------------- | ---------------------------------- | -------------------------------------------------- |
| 1981 | SARIE Award      | Best Choral Group on Disc          |                                                    |
| 1988 | 第30回グラミー賞 | Best Traditional Folk Recording    | Shaka Zulu                                         |
| 1993 | Drama Desk Award | Outstanding Music in a Play        | The Song of Jacob Zulu (stage)                     |
| 1996 | Drama Desk Award | Best Original Music Score          | Nomathemba (stage)                                 |
| 1997 | SAMA Award       | Best Zulu Music Album              | Ukuzala-Ukuzelula                                  |
| 1997 | SAMA Award       | Best Duo or Group Award            | Ukuzala-Ukuzelula                                  |
| 2001 | SAMA Award       | Best Zulu Music Album              | Lihl' Ixhiba Likagogo                              |
| 2005 | 第47回グラミー賞 | Best Traditional World Music Album | Raise Your Spirit Higher                           |
| 2008 | SAMA Award       | Best Traditional A Cappella Album  | Ilembe                                             |
| 2009 | 第51回グラミー賞 | Best Traditional World Music Album | Ilembe: Honoring Shaka Zulu                        |
| 2013 | 第55回グラミー賞 | Best World Music Album             | Live: Singing For Peace Around The World           |
| 2018 | 第60回グラミー賞 | Best World Music Album             | Shaka Zulu Revisited: 30th Anniversary Celebration |

### ノミネート
| 年   | 賞               | 部門                                | ノミネート作品                                               |
| ---- | ---------------- | ----------------------------------- | ------------------------------------------------------------ |
| 1988 | 第30回グラミー賞 | Best Traditional Folk Recording     | Shaka Zulu                                                   |
| 1991 | 第33回グラミー賞 | Best Traditional World Music Album  | Classic Tracks                                               |
| 1993 | 第35回グラミー賞 | Best Traditional World Music Album  | Best of - Vol. 1                                             |
| 1995 | 第37回グラミー賞 | Best Traditional World Music Album  | Liph' Iqiniso                                                |
| 1995 | 第37回グラミー賞 | Best Traditional World Music Album  | Gift of the Tortoise                                         |
| 1996 | 第38回グラミー賞 | Best Traditional World Music Album  | Thuthukani Ngoxolo                                           |
| 1998 | 第40回グラミー賞 | Best Contemporary World Music Album | Heavenly                                                     |
| 1999 | 第41回グラミー賞 | Best Traditional World Music Album  | Live at the Royal Albert Hall                                |
| 2001 | Academy Award    | Best Short Documentary Film         | On Tiptoe: Gentle Steps to Freedom                           |
| 2002 | Emmy Award       | Best Cultural Documentary           | On Tiptoe: Gentle Steps to Freedom                           |
| 2005 | 第47回グラミー賞 | Best Traditional World Music Album  | Raise Your Spirit Higher                                     |
| 2006 | 第48回グラミー賞 | Best Contemporary World Music Album | No Boundaries                                                |
| 2007 | 第49回グラミー賞 | Best Contemporary World Music Album | Long Walk to Freedom                                         |
| 2007 | 第49回グラミー賞 | Best Surround Sound Production      | Long Walk to Freedom                                         |
| 2009 | 第51回グラミー賞 | Best Traditional World Music Album  | Ilembe: Honoring Shaka Zulu                                  |
| 2013 | 第55回グラミー賞 | Best World Music Album              | Live: Singing For Peace Around The World                     |
| 2016 | 第58回グラミー賞 | Best World Music Album              | Ladysmith Black Mambazo with Ella Spira & The Inala Ensemble |
| 2018 | 第60回グラミー賞 | Best World Music Album              | Shaka Zulu Revisited: 30th Anniversary Celebration           |

## ツアー

### 大会と最初のコンサート
1973年のグループの1stアルバムの発表後、多くの大会で勝ちすぎたことで、イシカタミアの大会に参加を禁じられていた。でも観衆のために自由に演奏することはできた。この後、グループは特別ショーとして観衆のために演奏をし始めた。その後まもなく、グループは南アフリカ中でツアーを始めた。しかし、アパルトヘイトシステムのために、彼らはしばしば警察に妨害され、彼らは地べたに寝かされもした。その後、彼らは許可証なしでもツアーができるようになった。

### グレイスランドの成功
1986年まで、白人の南アフリカ人のファンは非常に少数で、大半のファンは黒人の人々だった。ポール・サイモンの『グレイスランド・ツアー・1987』に同行した後、グループは単独でワールド・ツアー（ヨーロッパ、アメリカ、アジアなど）を始め、広く知られるようになった。グループは、グレイスランドの成功やハインツの広告などで、アメリカ・イギリスでは非常に有名である。

### 今日
グループは通常、クリスマス休暇前の8ヶ月間、毎年ツアーを行っている。ムバカンガとマホテラ・クイーンズがサポートし、2006年4月から4ヶ月間の全米ツアー、5月5日から6月10日までの30日間の全英ツアーで一旦ツアーを終えて南アフリカに戻った。マンバーゾは2006年7月9日からアメリカ、オーストラリア、ニュージーランドでコンサートを行い、10月に帰国した。同じ月、グループは『Long Walk to Freedom』の特別コンサートを、ニューヨークのカーネギー・ホール（2006年から2008年までを参照）で開催した。2007年1月に、グループはアメリカで3ヶ月間ツアーをし、その後オーストラリア、ニュージーランドでもツアーを行った。2007年10月から11月までの34日間、イギリスでツアーを行った。そのツアーの間は、ヴーシー・マーラセラがサポートしていた。2008年1月から3ヶ月間全米ツアーを行い、6月には1日だけワシントンでコンサートを行った。2008年10月から11月は、アメリカ・カナダとヨーロッパ全域（特にオランダ）でコンサートを行った。マンバーゾは3ヶ月間の全米ツアーを2009年3月に終え、6月にはアジアとオーストラリアでツアーを行い、10月から11月にかけての30日間イギリスでツアーを行った。

## メンバー
最初は、ジョセフ・シャバララと、彼の兄弟のヘッドマン（英：Headman）、エノク（英：Enoch）、従兄弟のアルバート・マジブコ（英：Albert Mazibuko）、ミルトン・マジブコ（英：Milton Mazibuko）、フノクワクヘ・マジブコ（英：Funokwakhe Mazibuko）、アベデネゴ・マジブコ（英：Abednego Mazibuko）、ジョセフ・マジブコ（英：Joseph Mazibuko）と、友達のマトヴォチ・ムシマンガ（英：Matovoti Msimanga）、ウォルター・マリンガ（英：Walter Malinga）というメンバーだった。その後45年もの間で、あわせて30人以上のメンバーがいた。
グループは最初からシャバララ一族（および従兄弟であるマジブコ一族）が大半だったが、1970年代中頃までいるメンバーはそれぞれ専門性をもっていた。アルトを担当するミルトン・マジブコが1980年に殺害された後、2人の新メンバーであるイノス・フングラ（英：Inos Phungula）、ゲオフィレ・ムドレトシ（英：Geophrey Mdletshe）が翌年加入するまで、グループは数ヶ月間活動を停止した。シャバララの弟ヘッドマンが1991年12月10日に殺害され、フングラ、ムドレトシ、ベン・シャバララ（英：Ben Shabalala）（2004年に殺害された）が引退すると、ジョセフが6人の息子のうち4人を加入させるまで、しばらくグループは活動停止をした。1970年代は、グループの最初のメンバーと、レコーディング時のみ参加する多くのメンバーにより構成された。ジョセフ・シャバララの息子達は1993年に加入した。彼らはレディスミス・ブラック・マンバーゾのジュニア楽団であるムシング・ホワイト・マンバーゾから昇格した。
グループのメンバーは、クワズール・ナタール州のダーバンの外側に位置するクルーフに住んでいるが、自宅には短い期間しかいない。メンバーは、ジョセフ・シャバララ、彼の息子ザムサンカ（英：Thamsanqa）、ムシジ（英：Msizi）、トゥラニ（英：Thulani）、シボンギセニ（英：Sibongiseni）、従兄弟のアルバート・マジブコ、アベデネゴ・マジブコ、友達のラッセル・ムゼムブ（英：Russel Mthembu）、ンガネ・ダラミニ（英：Ngane Dlamini）である。1975年以降のメンバーであるジャブラニ・ドゥバザナ（英：Jabulani Dubazana）は2004年9月に引退した。長い間メンバーだったジョッキー・シャバララ（英：Jockey Shabalala）は、2006年2月11日に南アフリカの彼の自宅で亡くなった。その時は62歳で、ほぼ40年間ずっとグループのメンバーだった。

## ポップ・カルチャー
2005年の映画『ミーン・ガールズ』の主人公ケイディ・ヘロンは、アフリカで育ち、レディスミス・ブラック・マンバーゾのコンサートで弾けている。彼女の母親は「私たちは何ヶ月分もこのチケットを持っている。あなたは、レディスミス・ブラック・マンバーゾが大好きだね」と言う。

## ディスコグラフィ
レディスミス・ブラック・マンバーゾは1973年に最初のアルバムを発表してから、50以上のアルバムをレコーディングした。その多くは、ゴールドディスクやプラチナディスクを獲得している。

## 参考資料
- Erlmann, Veit (March 1996). Nightsong. University of Chicago Press. ISBN 0-226-21721-3
- Ladysmith Black Mambazo (1999). In Harmony (VHS). Gallo Record Company.
- Ladysmith Black Mambazo (1997). The Best of Ladysmith Black Mambazo (VHS). Gallo Record Company.
- Ladysmith Black Mambazo (1988). Journey of Dreams (DVD). ILC Ltd.
- Ladysmith Black Mambazo (2004). On Tiptoe: Gentle Steps to Freedom (DVD). New Video Group.
- Paul Simon, Ladysmith Black Mambazo et al. (1997). Classic Albums - Graceland (DVD). Harcourt Films/Isis Productions.